# Santuario di Santa Maria di Calentano
Il santuario di Santa Maria di Calendano è un edificio sacro di Calendano, frazione di Ruvo di Puglia. Il tempio è una delle più antiche chiese dell'intero agro rubastino in quanto fondata nel Medioevo e in seguito utilizzata dai Templari come domus o rifugio.

## Storia e descrizione
La chiesa dedicata a Santa Maria sorse presso la contrada Calentano, oggi frazione di Ruvo a 8 km di distanza, in cui numerosi erano i casali e gli abitanti, in pieno Medioevo. La prima attestazione della chiesa risale al 1174: in un atto di compravendita è citata una «terra cum olivis ecclesie sancte Marie Calentani». Il tempio fu restaurato nel 1433 e completamente ricostruito nel XVIII secolo. La sacrestia, così come per il santuario della Madonna delle Grazie, probabilmente costituiva il luogo di culto originario. All'interno della chiesa si custodiscono varie lapidi gotiche ed è particolarmente venerato l'affresco quattrocentesco, parzialmente visibile della Madonna col Bambino tra san Leonardo, gli angeli e sant'Antonio Abate. 
È inoltre conservato un gruppo in cartapesta rappresentante l'Annunciazione del Signore a Maria da parte dell'angelo Gabriele, portato in processione il Lunedì di Pasqua, a conclusione dei riti della Settimana Santa ruvese.
Per via di alcune croci patenti rinvenute all'interno e all'esterno del santuario e di un particolare affresco, il luogo è considerato dallo studioso di storia templare Fulvio Bramato e dallo storico locale Vincenzo Pellegrini una domus templare.
Tuttavia gli studi presentati nel settembre 2010 durante il Convegno di Ricerche Templari ad Anghiari da Vito Ricci ed Elisabetta Serafino hanno portato a ritenere infondato il legame tra la chiesa di Calentano e i Templari presenti a Ruvo dal 1204 al 1308.